# Федър (поет)
Федър (на латински: Gaius Julius Phaedrus/Phaeder, на старогръцки: Φαῖδρος) е латински поет баснописец, роден в Македония. Около една трета от работата му е взета от Езоп, чиито басни той адаптира за пръв път на латински; останалите две трети са плод на въображението му. Подобно на своя предшественик, Федър разказва истории за животни, но той също така представя и човешки характери. Общо съставя 5 книги с басни.

## Биография
Единствената информация за Федър идва от самия него чрез творбите му. Предполага се, че е роден около 14 г. пр.н.е. Федър пише, че е роден в Пиерия, а тя по това време е в Македония. Предполага се, че е бил съвсем млад, дори малък, когато попада в Рим като роб, неизвестно при какви обстоятелства.
Неговите ръкописи казват, че е „освободен от Август“ (Augusti libertus). Допуска се, че разпознавайки в него изключителна интелигентност, Октавиан Август, на когото е бил продаден, е добавил обучение и му е дал свобода.
По времето на Тиберий той публикува първите си две книги с басни и събужда враждата на могъщия министър Сеян, любимец на Тиберий. Неговият пролог на книга III е публично оправдание: Федър отрича каквото и да било скрити намерения или значения на своите басни.
В епилога на книга III той се обръща към Евтих, неизвестен за нас, който трудно може да се идентифицира с фаворита на Калигула, за да получи пълно опрощение; в четвъртата и петата книги той вече не намеква за подобни проблеми и може да се заключи, че молбата му е получила благоприятен прием. Федър също твърди, че е „много напреднал във възрастта“ (ævi languentis). Умира около 50 г. от н.е.

## Творби
Федър пише сборник, озаглавен „Езопови басни на Федър, освободен от Август“ (Phaedri Augusti Liberti Fabulae Æsopiae). Той има пет книги, които съдържат сто двадесет и три стихотворни басни. Всяка книга е предшествана от пролог и последвана от епилог, с изключение на книга I, която няма епилог (вероятно изгубен).
Както показва заглавието на колекцията, басните на Федър са вдъхновени от Езоп: „Езоп, създал баснята, намери материала, аз го полирах в сенарен стих (Aesopus auctor quam materiam repperit, hanc ego poliui uersibus senariis), пише той в пролога към книга I. Само четиридесет и седем творби обаче са заимствани директно от предшественика му Езоп.
Своето творчество той създава в стихове, докато Езоп пише в проза. Федър първо инсценира животински истории (които по-късно ще вдъхновят Жан дьо Лафонтен), човешки характери, самият себе си, преди да атакува император Тиберий и фаворита му Сеян, което му донесло изгнание. Останалите стихотворения идват от различни източници или са оригинални творения. Някои дори изглежда са взети от истински новинарски истории.
Федър не постига литературна слава. Не е разпознат от съвременниците си, които го пренебрегват, от което той се оплаква в пролога към III книга. През Късната античност почти не се споменава за работата му. Той изпада в анонимността на фабулистите през Средновековието и името му излиза от забвение чак през Ренесанса с откриването на стар ръкопис от френските хуманисти Пиер Питу и Франсоа Питу, публикували през 1596 г. първото издание на петте книги. Едва след откриването на ръкописите се очертава неговото значение както като автор, така и за предаването на басните.
Предавано фрагментарно и непълно, почти цялото му творчество може да бъде възстановено само след съпоставянето на различни ръкописи. Най-важният датира от IX век и е използван от Пиер Питу за изданието му от 1596 г. От изследването и съпоставянето на различните източници следва, че краят на книга I е загубен, както и част от книга V.
От двата най-стари ръкописа на басните на Федър, първият, ръкописът на Питу, е запазен и днес; другият, ръкописът от абатството Сен Рьоми дьо Ренс (Saint-Remi de Reims), изгаря през 1774 г. в пожара в библиотеката на това абатство.